# Sint-Michaëlkerk (Maastricht)
De Sint-Michaëlkerk is een kerkgebouw in het zuidoosten van de Nederlandse stad Maastricht. De kerk doet al eeuwenlang dienst als parochiekerk van de rooms-katholieke parochie Sint-Michaël in het voormalige dorp Heugem aan de Maas. Een deel van het gebouw (toren en interieur) is sinds 1966 een rijksmonument. Het overige deel van het gebouw is sinds maart 2020 een gemeentelijk monument.

## Geschiedenis

### Voorgangers van de huidige kerk
Waarschijnlijk is de huidige kerk van Heugem de derde of vierde op deze plaats. Het Martyrologium Hieronymianum ("Martelaarsboek van Hiëronymus") vermeldt de wijding van een kerk in Maastricht aan de heilige aartsengel Michaël op 21 mei 772. Als hiermee de Sint-Michaëlkerk in Heugem bedoeld is, is deze daarmee een van de oudste kerken van Maastricht.
De oudste onomstreden vermelding van een kerk in Heugem ("Hoghem") dateert uit 1157, in een bul van paus Adrianus IV. De oorspronkelijke parochie moet uitgestrekt zijn geweest want in 1266 werd de hulpkerk van Cadier en Keer van de parochie te Heugem afgescheiden. Wel bleef de kerk van Keer tot eind 19e eeuw ondergeschikt aan die van Heugem. Hoe de middeleeuwse kerk eruit heeft gezien, is niet bekend. Wel is bekend dat tegen het eind van de 16e eeuw de kerk afbrandde, zodat herbouw nodig was. Vervolgens werd de kerk gedeeltelijk door storm verwoest tussen 1754 en 1769. Mogelijk werd toen bij de herbouw de huidige toren tegen de kerk geplaatst, aangezien deze uit de tweede helft van de 18e eeuw stamt. Of dit de mergelstenen kerk was die omstreeks 1850 werd afgebroken en vervangen door nieuwbouw is evenmin met zekerheid te zeggen. In elk geval werd de bestaande, 18e-eeuwse toren toen gehandhaafd, hoewel in aangepaste vorm, blijkens de tekst op de (nieuwe) deurlijst van de ingang. Op interieurfoto's uit circa 1920 blijkt dat deze kerk rondboogvensters en een tongewelf had.

### Bouw van de huidige kerk
In het verlengde van het schip van deze kerk werd in 1905 onder pastoor H. van de Goor een neoromaans transept met koor geplaatst, dat boven het schip uitstak. Het ontwerp was van Josef Hollman uit Maastricht, de aannemer was G. Theunissen uit Biesland. Tijdens het interbellum bleek de kerk aan de krappe kant en wederom zocht het kerkbestuur naar mogelijkheden tot uitbreiding, maar door de beperkte financiële middelen bleek dat op dat moment onmogelijk. Na de Tweede Wereldoorlog was de kerk, mede als gevolg van slecht onderhoud, onderkomen. Vanaf 1947 poogde het kerkbestuur en de pastoor opnieuw om nieuwbouw te realiseren, waarvoor het kerkhof in 1949 alvast werd verplaatst. De uitbreiding kwam pas onder de in 1952 benoemde pastoor P.J.W. Meissen tot stand. Meissen stelde aanvankelijk voor de bestaande kerk te restaureren en uit te breiden met een kinderkapel, maar uiteindelijk bleek (gedeeltelijke) nieuwbouw toch haalbaar.
In 1954 kwam als eerste de nieuwe pastorie gereed naar een ontwerp van Harry Koene. Frits Peutz werd in 1958 aangezocht om de vervanging van het schip en de sacristie te ontwerpen. De bouw werd gegund aan aannemer A. Knols te Maastricht. Hij diende zoveel mogelijk oud materiaal opnieuw te gebruiken, zoals oude bakstenen en mergelblokken bij de bouw van de buitenmuren. Peutz koos voor het gebruik van speklagen in het exterieur, om aansluiting te krijgen met de bestaande bebouwing. Binnen was een vrijdragende staalconstructie bedacht, die voldoende stevigheid aan de kerk moest geven. Aan de zuidoostzijde gaf hij de spanten een vreemde knik, zodat hier een V-vorm in de dakconstructie ontstond. Het was de bedoeling in deze travee een kinderkapel te realiseren, maar opnieuw bleek de financiering problematisch. De eerste steen werd gelegd in 1960 en in het jaar daarna werd de kerk opnieuw in gebruik genomen.

### Veranderingen
Reeds in 1969 waren er plannen om tot restauratie van de kerk, vooral de toren, over te gaan. In de jaren daarna werden diverse malen herstelwerk gepleegd waarbij, als gevolg van slecht verricht werk en constructiefouten, ook het schip hersteld dienden te worden. Rond 1970 werd het priesterkoor uitgebreid met een houten podium en in 1980 kwam een podium ten behoeve van het zangkoor gereed. Aan de noordzijde werd de vloer voorzien van Naamse steen, aan de zuidzijde werden witte tegels gelegd. Bij die verbouwing werd tevens het laatgotische triomfkruis boven het vieringaltaar gehangen en werd een doopkapel ingericht door aan de zuidzijde enkele banken weg te halen. De oude doopkapel werd ingericht tot devotiekapel; de biechtstoelen werden verwijderd. Ook het Maria-altaar werd aangepakt, waarbij het voormalige rustaltaar vervangen werd door een marmeren exemplaar. In 1990 werd een aanvang gemaakt met de betimmering van het plafond, waarbij de spanten in het middenschip aan het oog werden onttrokken; in de pseudo-zijbeuken bleven de spanten zichtbaar. De muren kregen een roze kleur met witte accenten, zodat een grotere eenheid tussen het oude en het nieuwe gedeelte ontstond. Deze laatste restauratie werd geleid door architect J.E.L.G. Dautzenberg.
In 2011 werd afscheid genomen van de laatste eigen pastoor van de Heugemse parochie, Denis Eijssen (1991-2011). Tegenwoordig deelt Heugem een pastoraal team met de parochies van Heer-De Heeg, Scharn en Amby. Het pastorale team bestaat uit pastoor P. Horsch, kapelaan P. Lipsch, kapelaan-diaken A. Antony en diaken G. Roquet.

## Beschrijving

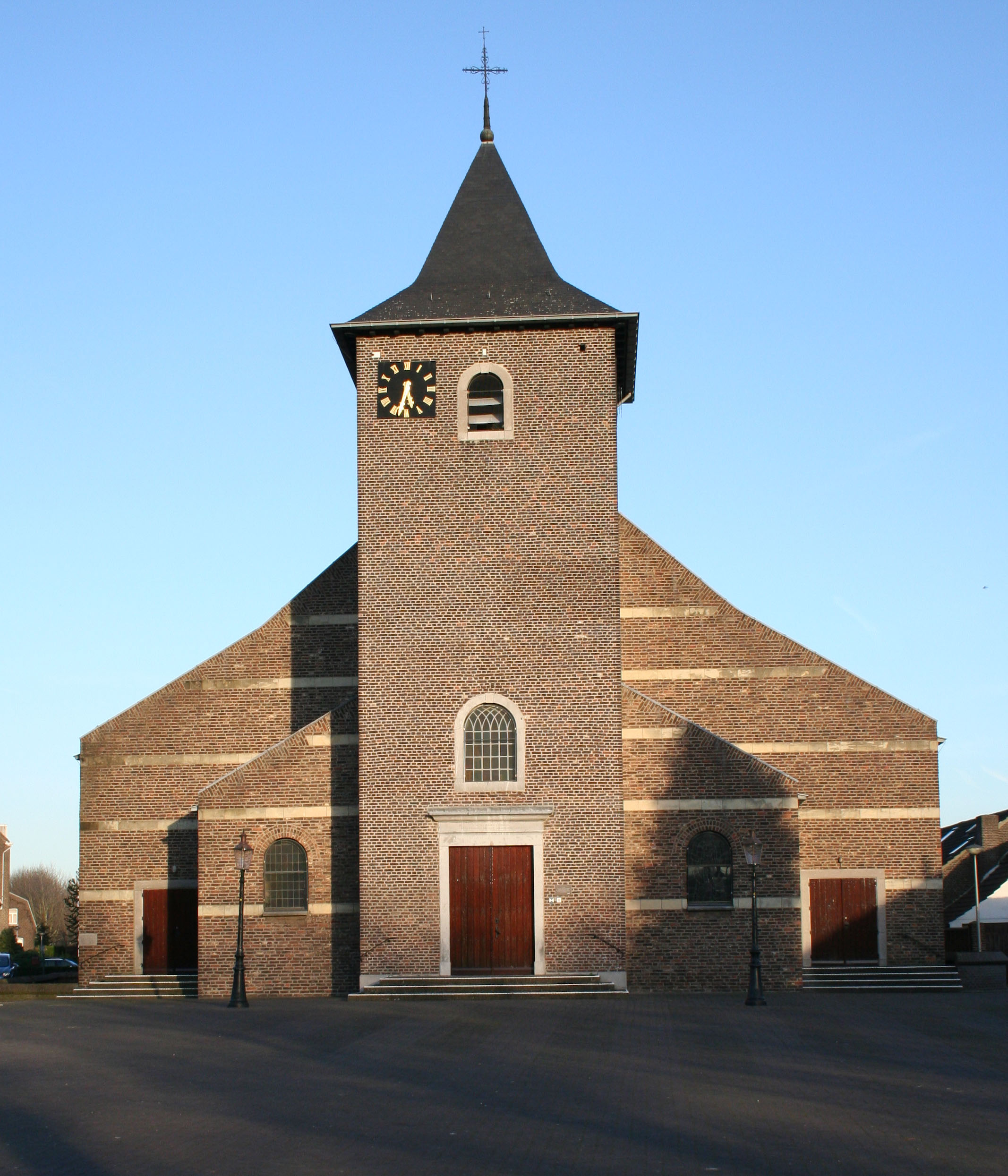
Sint-Michaëlkerk gezien vanuit het westen

### Exterieur
Het oudste, nog resterende deel van de georiënteerde zaalkerk is de 18e-eeuwse kerktoren, waarin zich de hoofdingang bevindt, met hardstenen deuromlijstingen. Op de deuromlijsting bevindt zich een chronogram uit 1851. De ongelede westtoren is gedekt met een overstekende naaldspits met bakgoten, bekroond met een bol met kruis. De toren staat op een natuurstenen trasraam en heeft trappen voor de dubbele houten ingangsdeur. Hierboven bevindt zich een rondboogvenster met een natuurstenen lijst en glas in lood. Boven in de toren bevinden zich aan drie zijden een rondboog galmgat met een hardstenen omlijsting, galmborden en een klok. In de toren bevindt zich een klokkenstoel met drie moderne luidklokken.
Aan weerszijden van de toren staan twee kleine aanbouwen met mergelstenen speklagen onder een lessenaarsdak. De gevels zijn doorbroken met rondboogvensters. Hierachter staat het schip onder een geknikt zadeldak dat met leien is gedekt. De zijmuren zijn van baksteen met speklagen en bevatten rondboogvensters. Aan de westzijde zijn in de gevel toegangen geplaatst met een dubbele houten deur. De oostzijde is afgesloten door het rechthoekige, neoromaanse priesterkoor, dat overgaat in een apsis onder een kegeldak. Aan weerszijden daarvan zijn absiden gebouwd. Langs de dakranden en de topgevel zijn rondboogfriezen gemetseld. Aan weerszijden van het koor staan uitbouwen, met daarin de sacristie en een opslagruimte.
Tegen de zijgevels van de kerk zijn enkele oude grafkruisen uit de 17e-19e eeuw geplaatst. Tegenover de kerk staat het Heilig Hartmonument van Heugem van Wim van Hoorn uit 1938, bestaande uit een acht meter lange muur met reliëfs en een centraal geplaatst Heilig Hartbeeld.

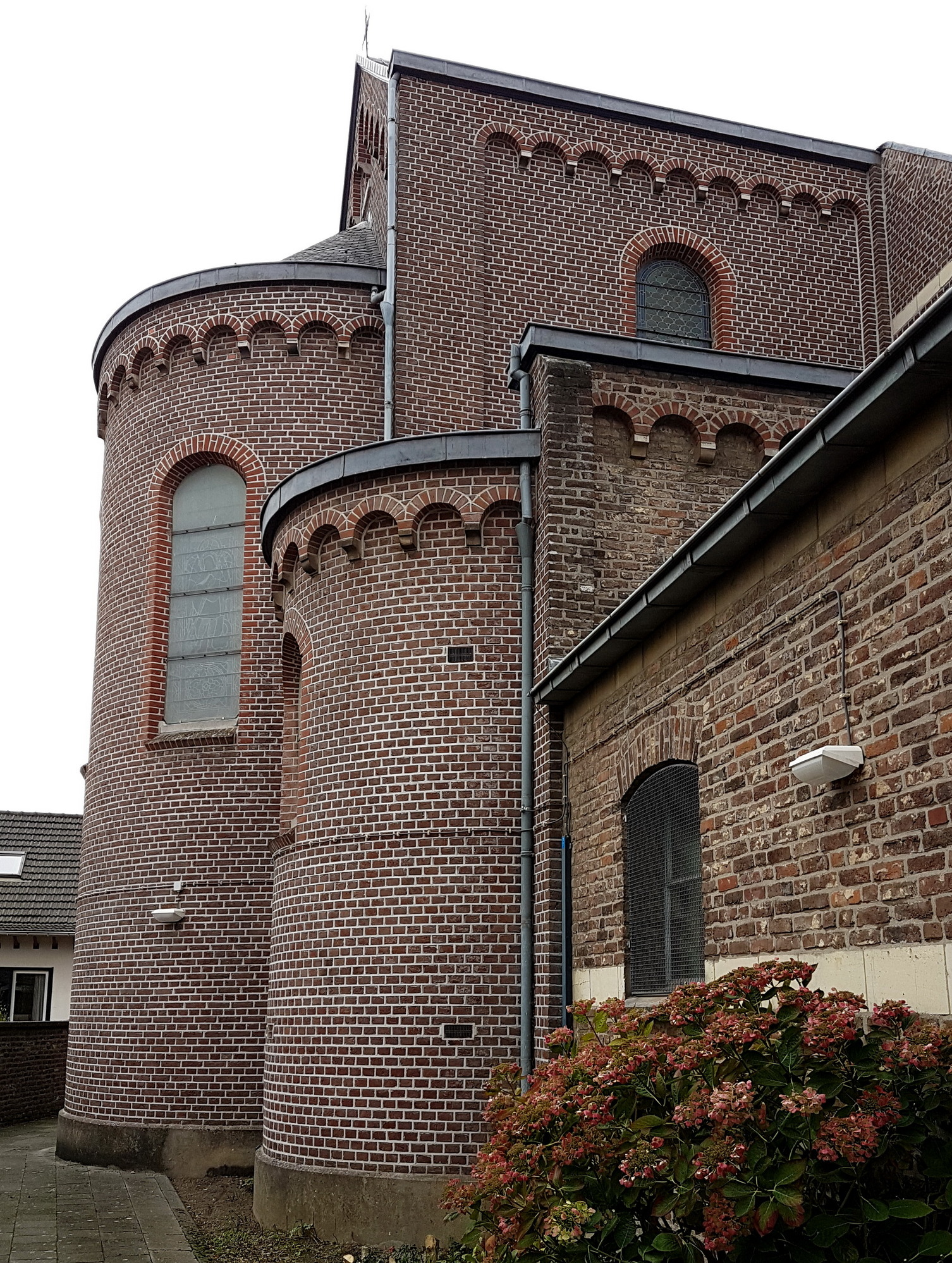
Apsis vanuit het noorden
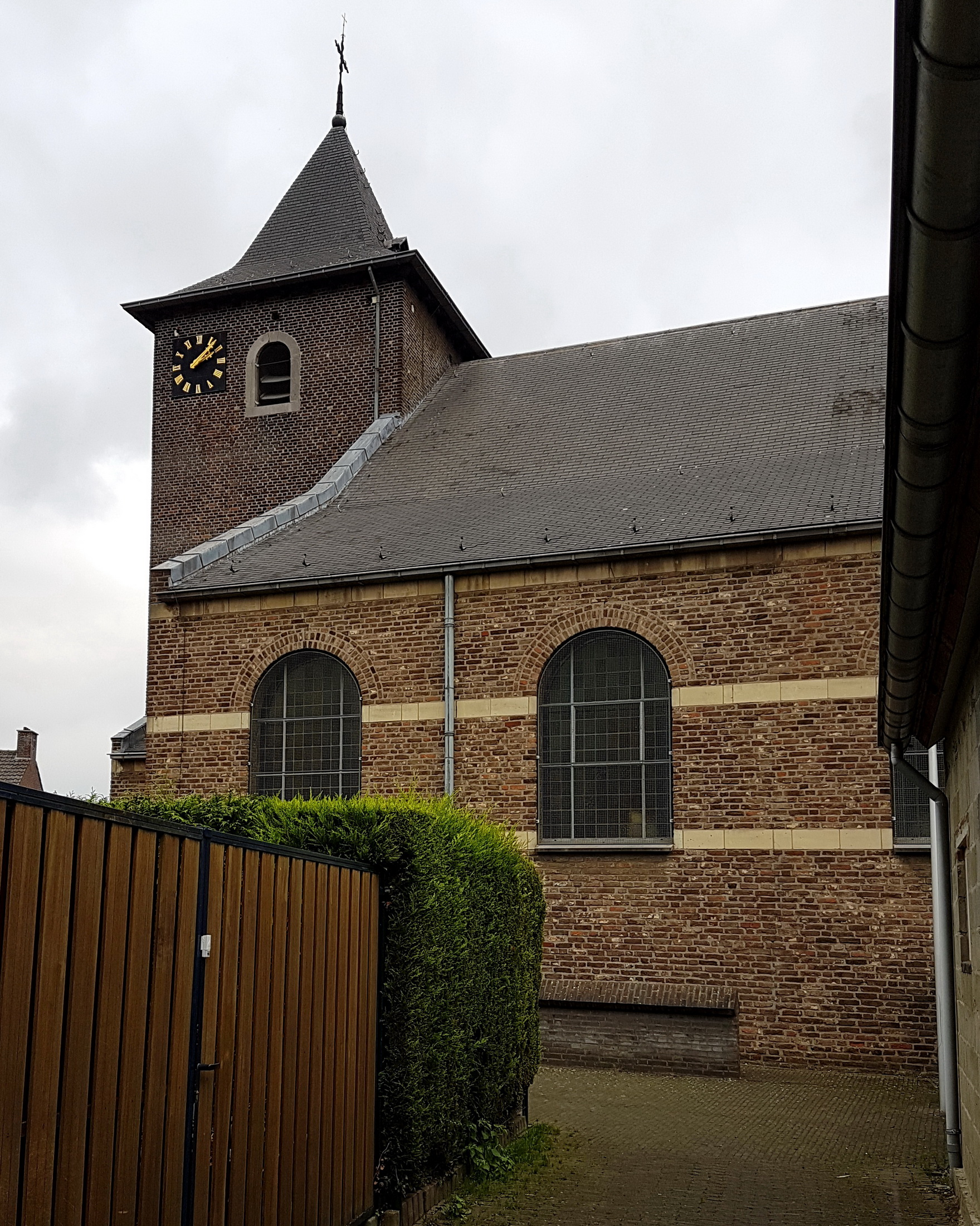
Kerktoren vanuit het zuiden
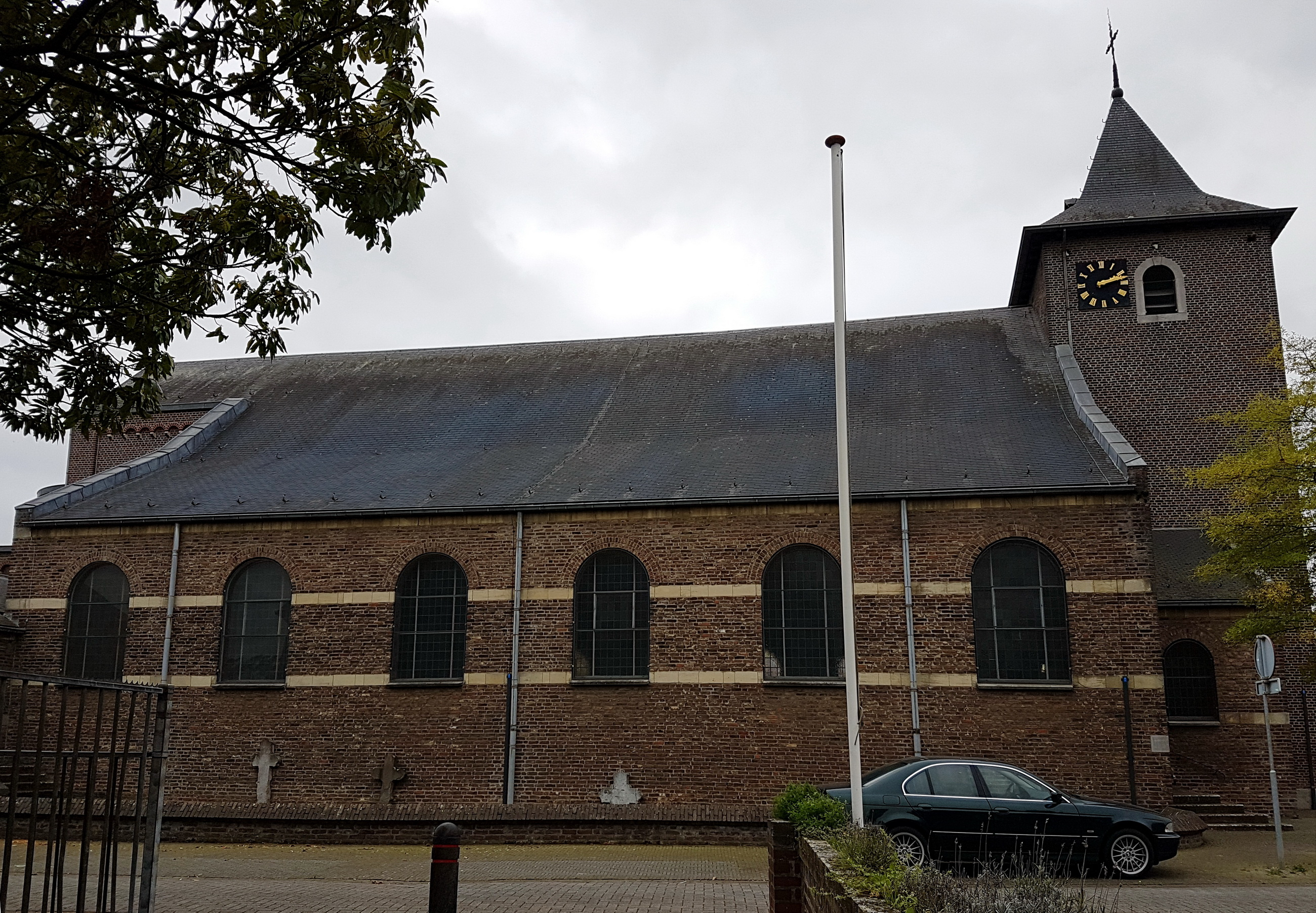
Noordgevel
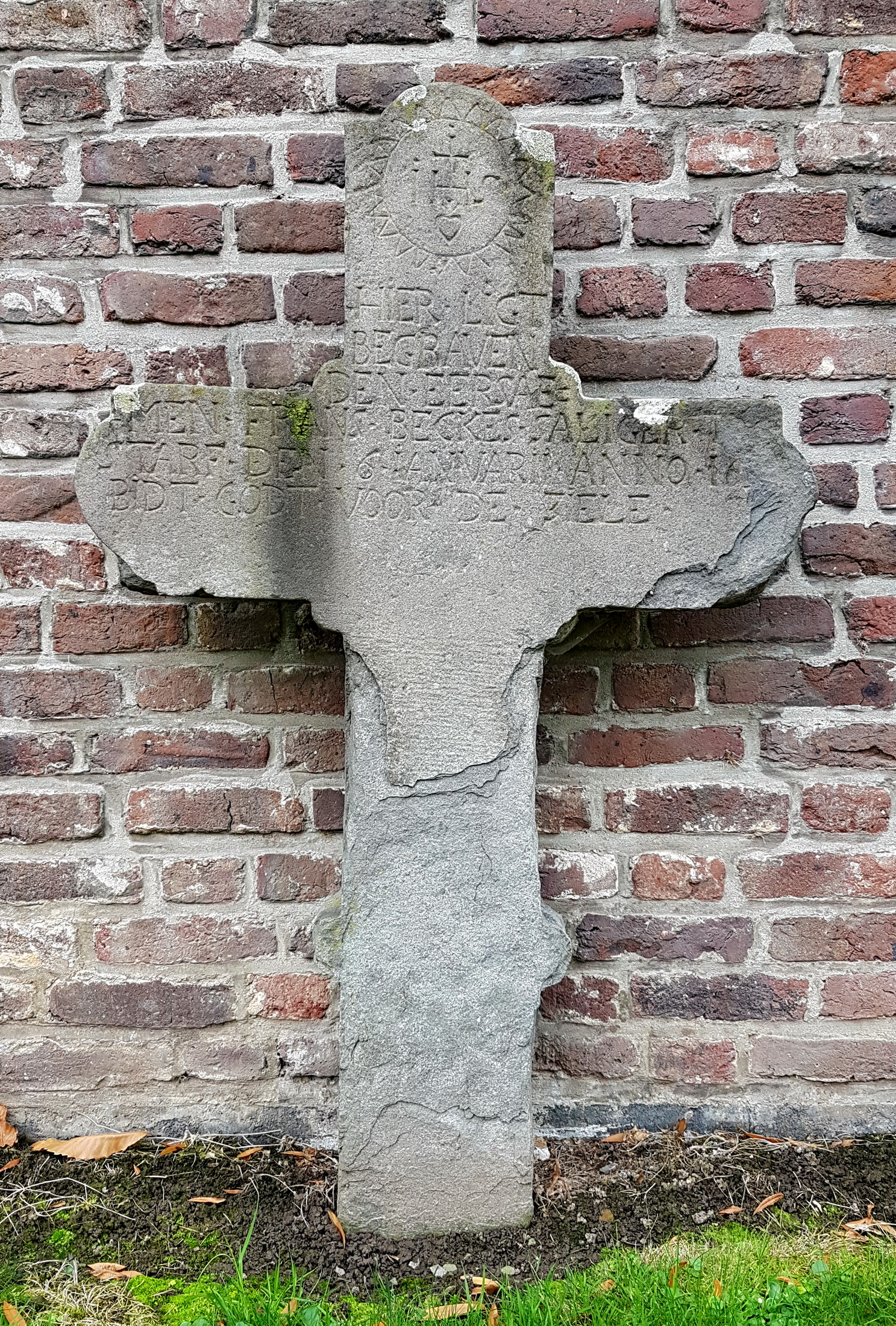
17e-eeuwse grafsteen

### Interieur

#### Ruimtelijke indeling, glas-in-loodramen
De toegangen tot de kerk bevinden zich in het torenportaal of bij de zijingangen. Deze laatste worden afgeschermd van het schip door een houten tochtportaal. Het oksaal bevindt zich deels in de toren en deels zwevend in het schip met een houten balustrade. Onder het oksaal bevinden zich de toegangen tot de devotiekapellen onder een segmentboog. Het schip heeft leistenen vloeren en bepleisterde muren. De open dakstoel met stalen spanten is deels afgetimmerd met witte planken, deels alleen opgevuld hiermee. Licht treedt binnen door rondboogvensters. Een doopkapel is aan de zuidzijde afgescheiden door het gebruik van witte vloertegels. Tegen de noordoosthoek is een houten podium geplaatst voor het zangkoor.
Voor het priesterkoor is een houten podium gebouwd als plaats voor het offeraltaar. Het neoromaanse koorwerk wordt afgescheiden door drie triomfbogen, die bestaan uit een segmentboog en een rondboog met pilasters. Het priesterkoor wordt overkluisd door een bepleisterd kruisgewelf. Boven de scheibogen naar de apsiden is de muur doorbroken door een rondboogvenster. Achter twee bundelpijlers ligt in het oosten de apsis, waar het oude hoofdaltaar staat. Licht treedt binnen door rondboogvensters. De apsiden zijn gelijkvormig, maar kleiner en hebben slechts één venster. In de noordelijk apside bevindt zich de toegang naar de sacristie onder een rondboog met in de trommel het monogram IHS. In de zuidelijke apside treedt men via de deur aan de zuidzijde binnen in een rechthoekige ruimte.
De kerk bezit glas-in-loodramen van Atelier Gebroeders Den Rooyen (1906) en enkele moderne ramen van Sjef Hutschemaekers (2005, 2008).

#### Orgel, klok, meubilair
Het in 1843 door Gebroeders Schauten uit het Duitse Jüchen voor deze kerk gebouwde kerkorgel is thans buiten gebruik. In 1980 plaatste de firma Verschueren uit Tongeren een nieuw tweemanuaals orgel.
Rechts van het priesterkoor staat een oude klok uit 1272 opgesteld, de oudste klok van Maastricht en een van de oudste in Nederland. De klok met een diameter van 109,5 cm is van een anonieme klokkengieter en heeft als opschrift: O rex gloriae venit cum pace, MCCLXVVII ("O Koning der glorie breng vrede, 1272"). Bij de Duitse klokkenroof op 10 maart 1943 werd de klok als beschermd monument voor omsmelten behoed.
Van het meubilair is van belang een tweetal eikenhouten banken, met gedraaide poten, waarschijnlijk uit het eerste kwart van de 18e eeuw. De kerk bezit verder een eenvoudig koperen doopvont uit het begin van de 19e eeuw.

#### Overige kunstvoorwerpen
De Sint-Michaëlkerk bezit diverse waardevolle beelden en schilderijen. Zeer bijzonder zijn de restanten van een apostelbalk uit omstreeks 1500 met reliëfvoorstellingen van Christus en de twaalf apostelen. De uit eikenhout gesneden panelen van 43 bij 43 cm tonen Jezus en de twaalf apostelen. Aanvankelijk vormde de apostelbank de verbinding tussen de wanden van het priesterkoor bij wijze van doksaal, later stonden de reliëfs naast de ingang van het kerkhof. In 1903 werd de apostelbalk hergebruikt als communiebank en sedert de restauratie van 1974 als altaartafel en twee lezenaars. Uit dezelfde tijd dateert ook het meer dan levensgrote, houten corpus van een triomfkruis. Een ander kruis, met passiewerktuigen en waarvan de uiteinden der armen versierd zijn met een schelpmotief, dateert uit de late 18e eeuw.
Een zestal schilderijen, alle te dateren in de late 17e of vroege 18e eeuw, stellen voor: Het gastmaal van Herodes; De bekering van Saulus; Christus aan het kruis tussen Maria, Johannes, de aartsengel Michaël en de heilige Barbara; De heilige Hiëronymus in een bergachtig landschap; De heilige Andreas en Catharina van Alexandrië; Portret van een geestelijke met zwarte kapmantel, waarop een rood patriarchaal kruis.
Van het liturgisch vaatwerk kunnen genoemd worden: een deels vergulde stralenmonstrans, waarvan de voet, de steel (met acht gedreven engelenkopjes op de nodus) en het draagvlak (met twee zilveren beeldjes van Maria en Sint-Lambertus) laatgotisch zijn en het bovenstuk vermoedelijk laat-17e-eeuws; een zonnemonstrans met ornamenten van korenaren, druivenranken en acanthusbladeren in Lodewijk XIV-stijl; een verguld zilveren miskelk uit 168(7?); een reliekhouder van de heilige Barbara in Lodewijk XV-stijl van Maastrichts zilver; vijf paar gegoten koperen kandelaars op drievoet met engelenkopjes en klauwpoten (17e-eeuws); twee gegoten kandelaars (18e eeuw) en vier paar geslagen kandelaars (19e eeuw).

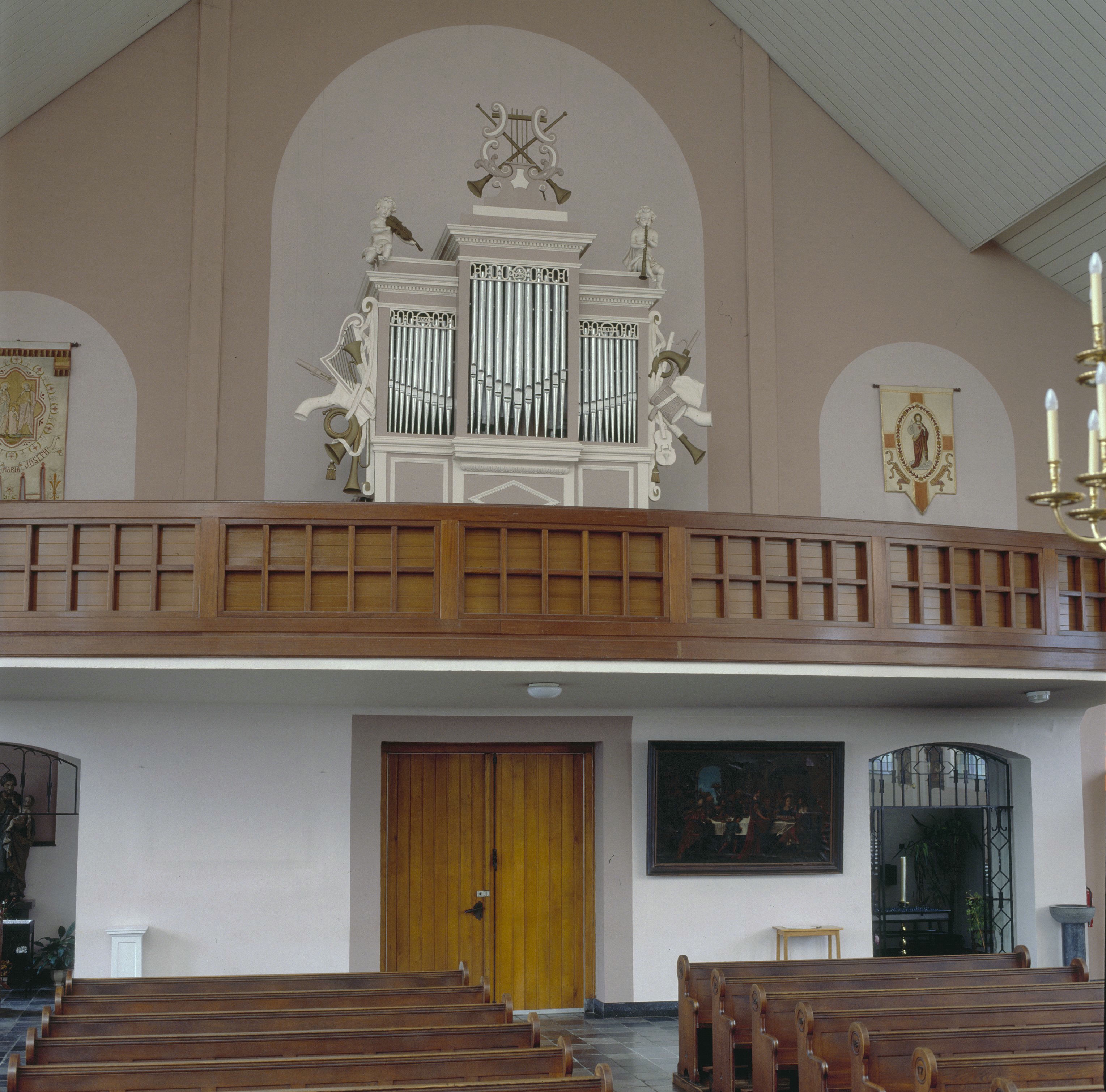
Interieur naar het westen
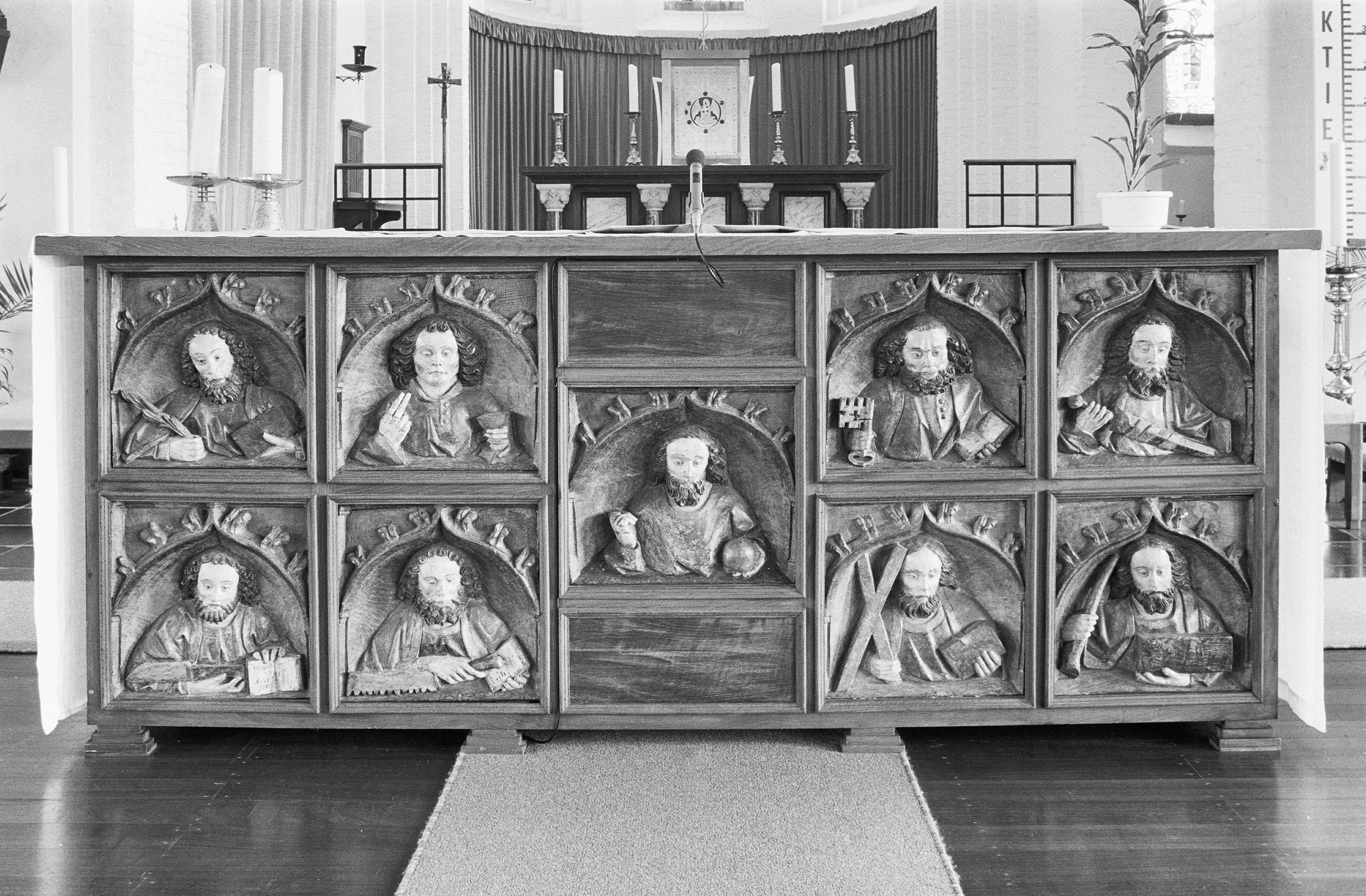
Altaar met beelden apostelbank
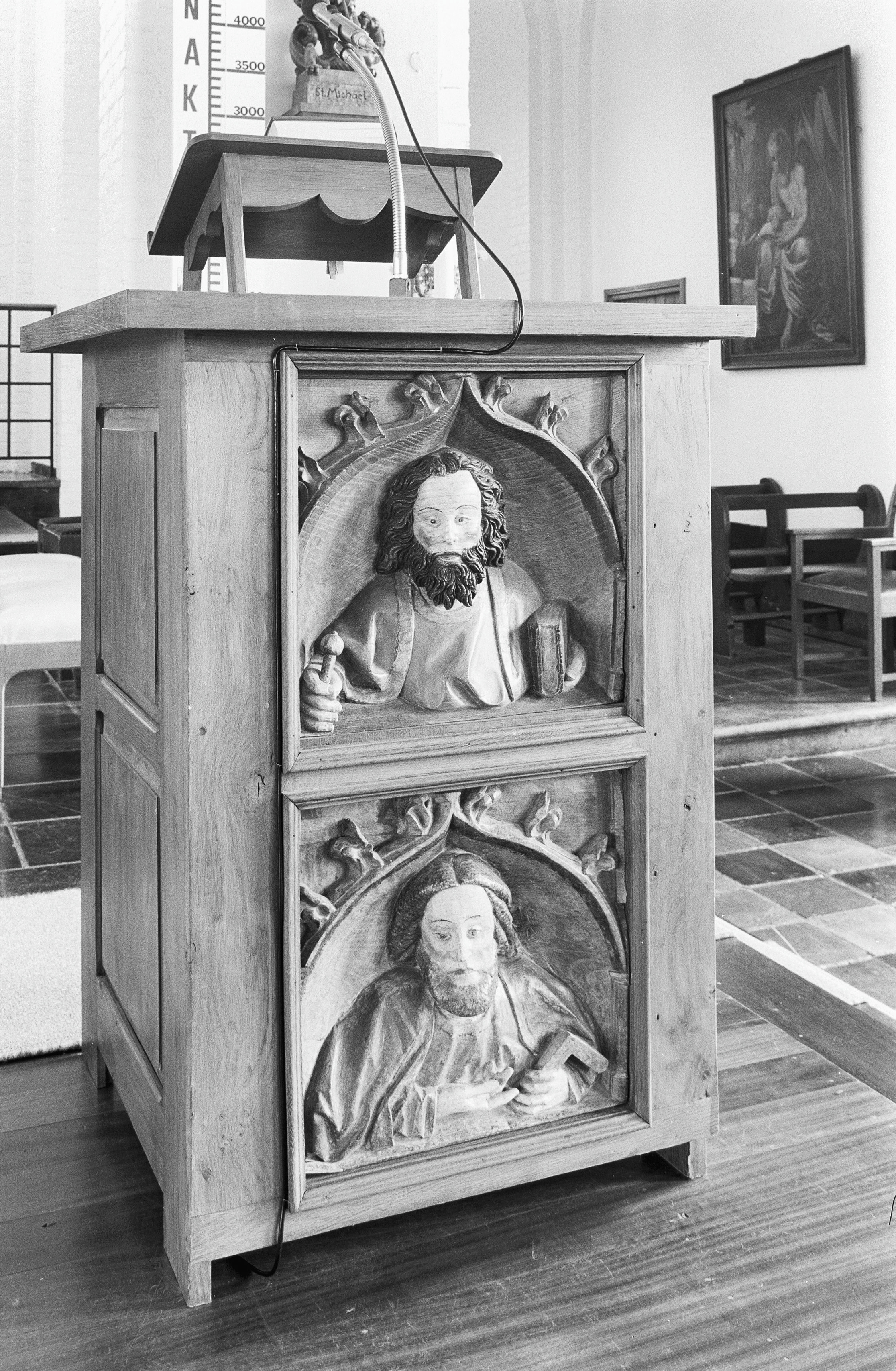
Lezenaar met apostelbeelden
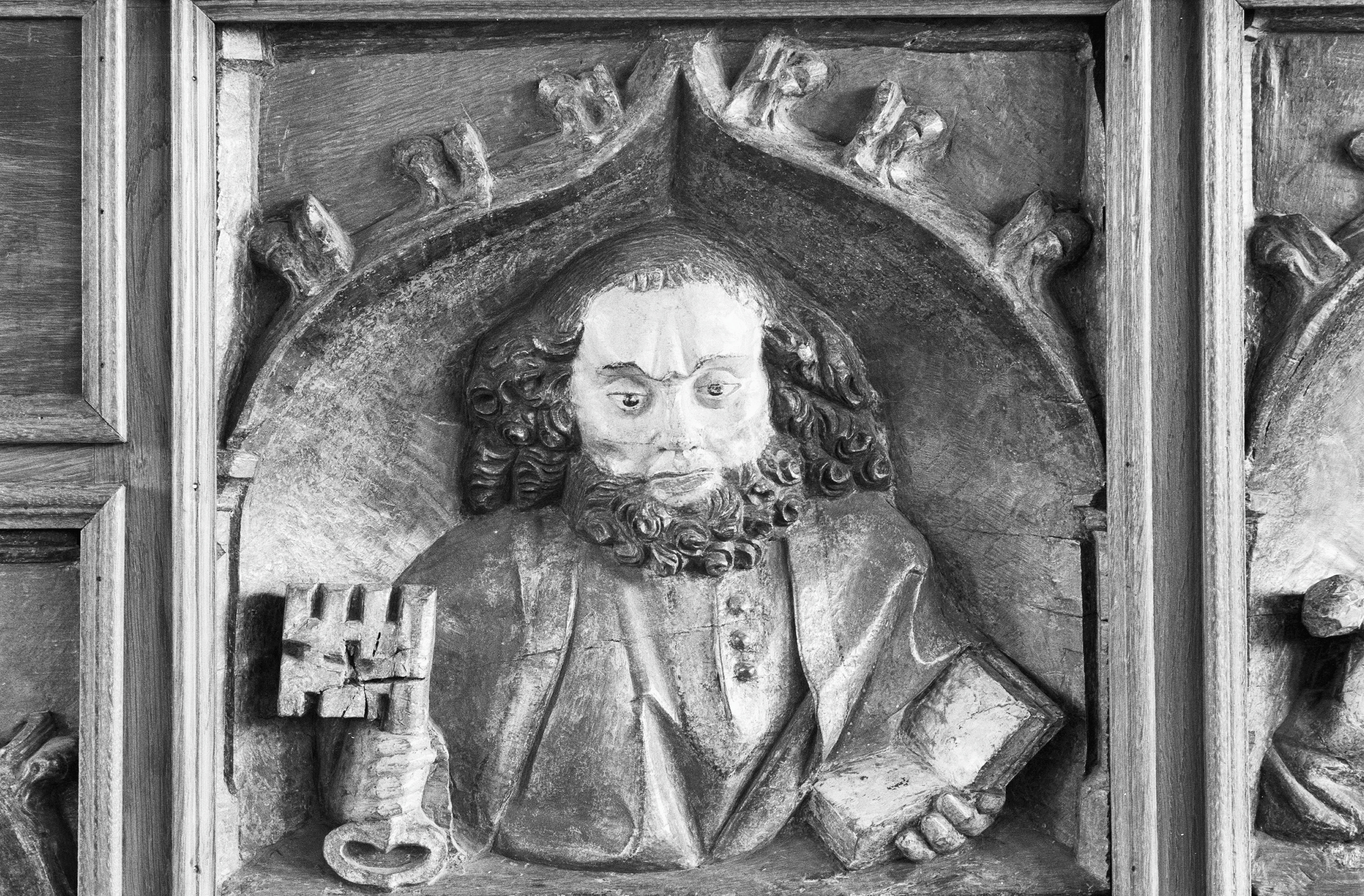
Detail apostelbeeld (Petrus)